# Бошняк (дворянский род)
Бошняк — дворянский род.
Происходят от древнего греческого рода Кондос-Колитьевых, потомок которых Константин Кондосколиди в царствование Петра Великого выехал в Россию и принял русское подданство, а его сын полковник Иван Бошняк Екатериной II был в 1775 г. пожалован деревнями (фамилия Бошняк дана крёстным). Род Бошняков записан в VI часть родословных книг Костромской и Ярославской губерний.
- Бошняк, Александр Карлович (1786 - 1831) - русский ботаник-любитель.
- Бошняк, Александр Александрович (1882 — после 1917) — русский моряк, капитан 2-го ранга, участник Первой мировой войны и Русско-японской войны.
- Бошняк, Иван Константинович (1717 - 1791) — комендант Саратова в 1773—1788 годах (с перерывом).
- Бошняк, Константин Карлович (1790—1863) — участник Отечественной войны 1812 года, Костромской губернский предводитель дворянства.
- Бошняк, Николай Константинович (1830 - 1899) — русский моряк, капитан 2-го ранга, участник Амурской экспедиции адмирала Г. И. Невельского.
- Бошняк, Иван Карлович (1789 - 1813) -  участник Отечественной войны 1812 года

## Описание герба
В голубом поле, изображены три золотые шестиугольные звезды, одна вверху и две внизу, и под ними горизонтально положена серебряная сабля, острием в правую сторону обращённая.
На щите дворянский коронованный шлем. Нашлемник: три страусовых пера. Намёт на щите красный, голубой, подложенный золотом. Щит держат два льва. Герб рода Бошняк внесен в Часть 6 Общего гербовника дворянских родов Всероссийской империи, стр. 147.